# Satanas (filme)
Satanás (Satanas, no original alemão) é um filme mudo rodado em 1919 e lançado em 1920, o segundo dirigido por F. W. Murnau.
O filme, nitidamente influenciado por Intolerância, do cineasta estado-unidense D. W. Griffith, é atualmente considerado perdido, porém um pequeno fragmento está conservado na Cinématheque Française.

## Sinopse
O filme consta de três partes, em cada qual o protagonista representa uma encarnação distinta de Satanás.

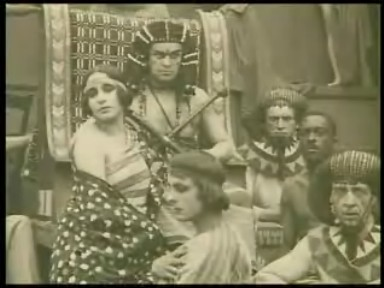
O triângulo amoroso Amenhotep, Nouri e Jorab, na parte O Tirano

A primeira delas, intitulada O Tirano, passa-se no antigo Egito. O faraó Amenhotep está apaixonado por Nouri, uma jovem tocadora de harpa. Nouri usa sua influência para empregar Jorab, seu verdadeiro amor, como serviçal do faraó. Contudo, Jorab ama, em realidade, Phahi, uma das esposas do faraó, a qual impediu, no passado, que a mãe de Nouri fosse morta por apedrejamento. O faraó acaba por descobrir o adultério e condena Phahi à morte, desposando Nouri em seu lugar.

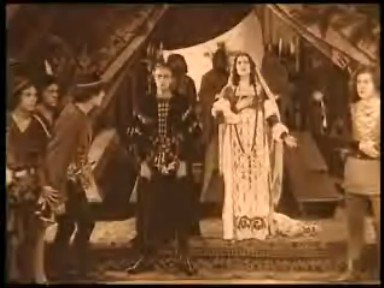
Lucrécia Bórgia, na parte O Príncipe

A segunda parte, O Príncipe, decorre no palácio da família Bórgia. Corresponde a uma truculenta história de crime e paixão adaptada a partir da peça teatral Lucrécia Bórgia, do escritor francês Victor Hugo.

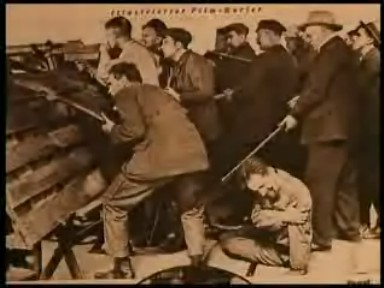
Hans e outros esquerdistas revolucionários em uma barricada, na parte O Ditador

A terceira, O Ditador, acontece em 1917, ao fim da Revolução Russa. Hans é um estudante de direito em Zurique, na Suíça, que lidera jovens extremistas de ideologia esquerdista em uma revolução cujo objetivo é submeter sua cidade natal na Alemanha à influência de Grodski. Aos poucos, Hans vai ficando fascinado com o poder, tanto que ordena a execução de sua namorada Irene após ela ter sido detida atentando contra a vida do revolucionário Grodski.

## Fragmento Conservado
Há apenas um curto trecho remanescente do filme. Com forte carga erótica para a época, o trecho mostra os amantes Amenhotep e Nouri deitados em uma almofada. Eles conversam (não há legendas) enquanto trocam carícias.

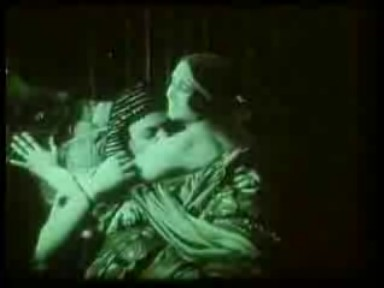
Amenhotep e Nouri trocam carícias sensuais em um dos raros fragmentos conservados do filme

## Dados de Produção
- direção - F. W. Murnau
- produção - Viktoria Film GmbH
- roteiro - Robert Wiene
- fotografia - Karl Freund
- gênero - drama histórico
- duração - 60 minutos
- país de origem - Alemanha
- formato - preto e branco, mudo, tamanho 1,33:1,0

## Local das filmagens
Bioscop Atelier, em Brandemburgo, Alemanha.

## Elenco
Conrad Veidt interpreta Lúcifer, Hermit, Gubetta e Grodski, as encarnações de Satanás que protagonizam cada parte.

### Parte 1 - O Tirano
- Fritz Kortner - faraó Amenhotep
- Sadjah Gezza - Nouri
- Ernst Hofmann - Jorab
- Margit Barnay - Phahi, uma das esposas do faraó

### Parte 2 - O Príncipe
- Else Berna - Lucrécia Bórgia
- Kurt Ehrle - Gennaro
- Jaro Fürth - Rustinghella
- Ernst Stahl-Nachbaur - príncipe Alfonso d'Este

### Parte 3 - O Ditador
- Martin Wolfgang - Hans Conrad
- Marija Leiko - Irene
- Elsa Wagner - Mutter Conrad
- Max Kronert - Vater Conrad

## Exibições Comerciais
O filme estreou em Berlim no dia 30 de janeiro de 1920.